# Probleme des Friedens und des Sozialismus

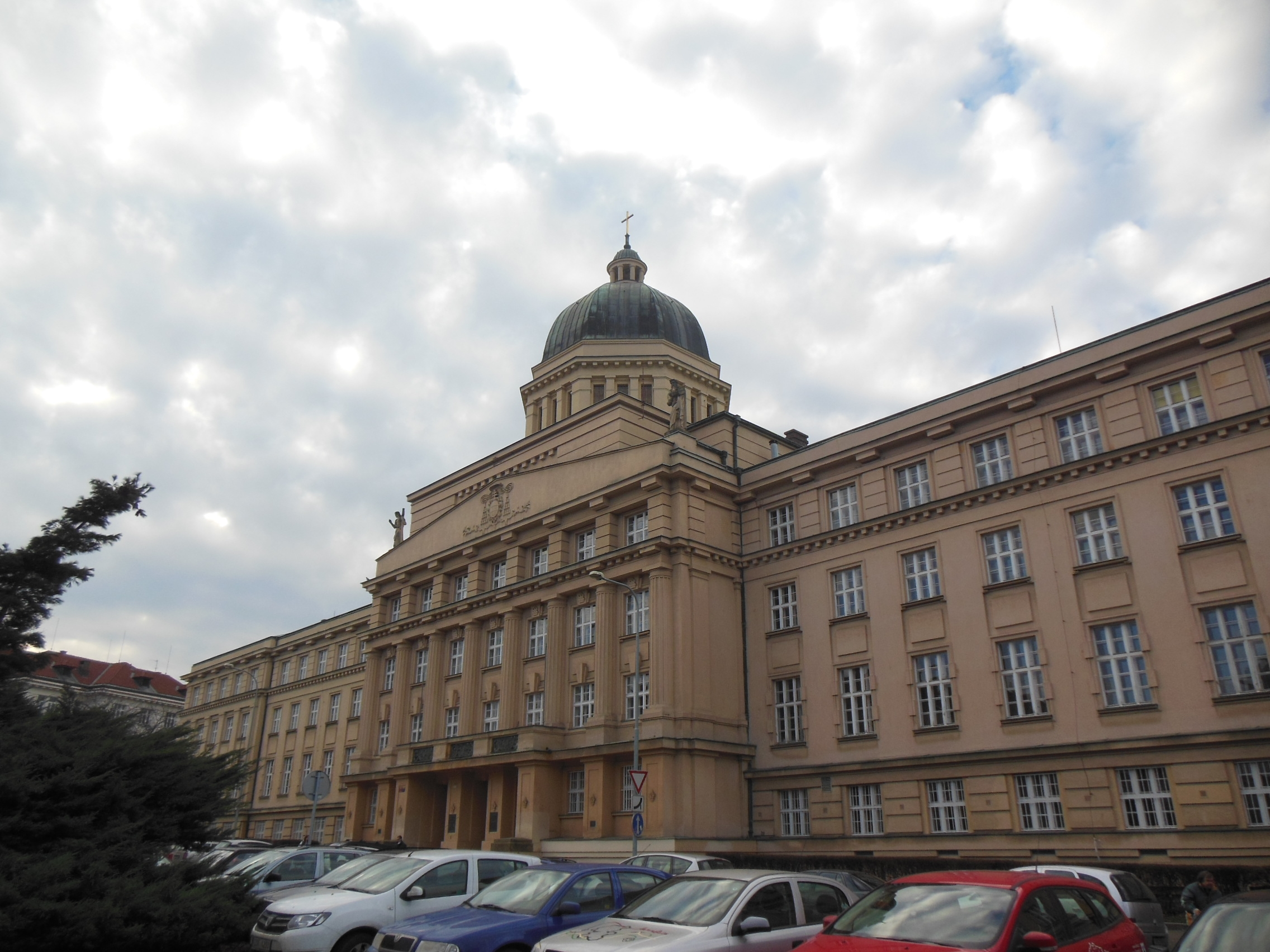
Der Sitz der Redaktion im Gebäude des Erzbischofsseminars in Prag an der Straße Thákurova 3

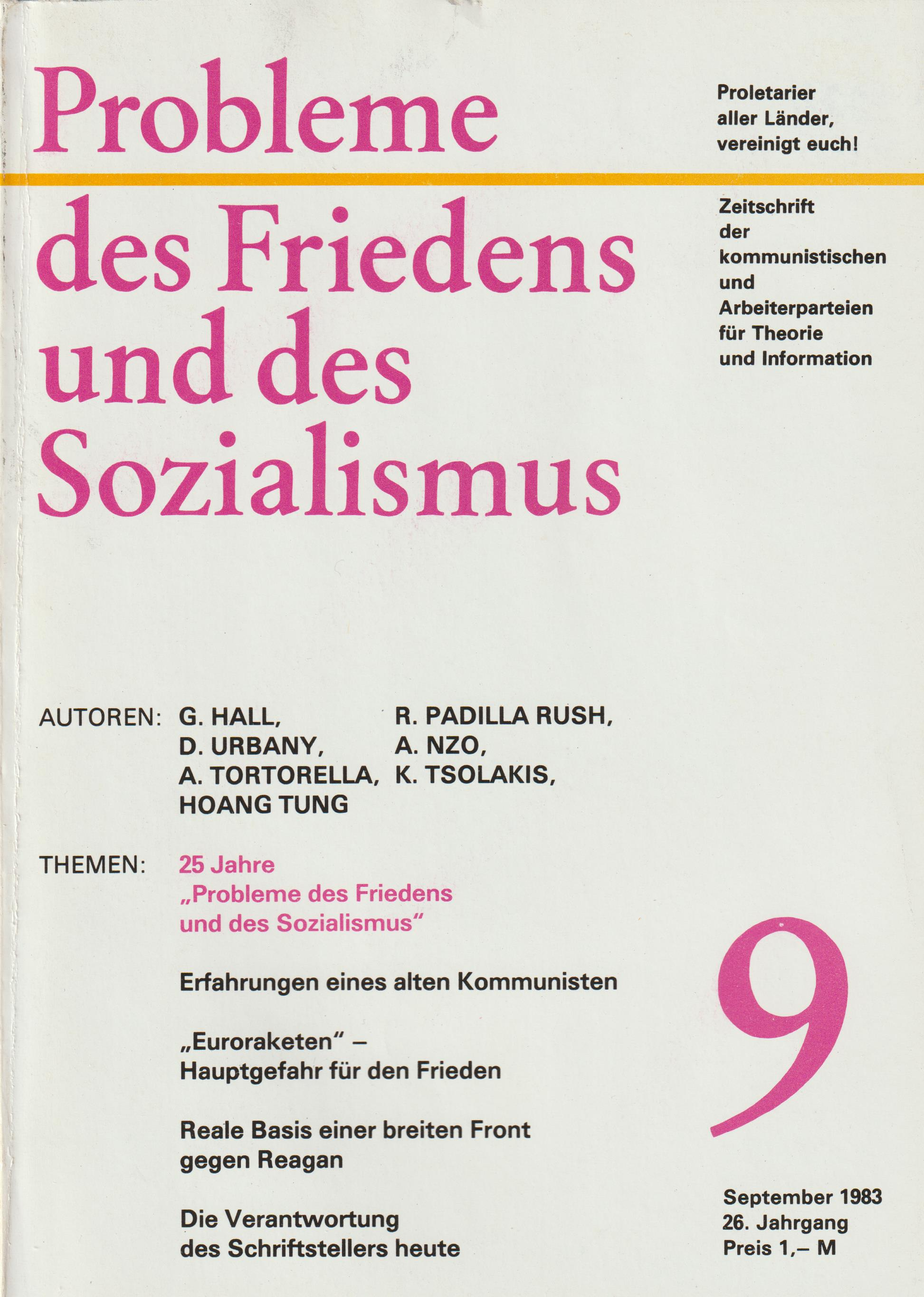
Zeitschrift Probleme des Friedens und des Sozialismus von September 1983 im 25. Jahr ihres Erscheinens

Probleme des Friedens und des Sozialismus war die deutschsprachige Ausgabe der World Marxist Review (WMR), der theoretischen und ideologischen Zeitschrift der kommunistischen und Arbeiterparteien der Welt. Sie wurde im September 1958 gegründet und im Juni 1990 eingestellt. Sitz der Zeitschrift war der Internationale Verlag „Frieden und Sozialismus“ in Prag. Die WMR erschien auf ihrem Höhepunkt in 41 Sprachen, hatte eine Auflage von einer halben Million Exemplaren und war in 145 Ländern verbreitet. Im Prager Büro waren Vertreter von 69 Kommunistischen Parteien tätig. Die Hauptausgabe erschien in russischer Sprache unter dem Titel „Problemy Mira i Sozialisma“ (russ.: „Проблемы мира и социализма“, engl.: „Problems of Peace and Socialism“). Die anderssprachigen Ausgaben konnten von den kommunistischen Parteien der jeweiligen Länder je nach Parteilinie redigiert und abgeändert werden. In der DDR erschien die Zeitschrift überwiegend monatlich im Dietz Verlag Berlin.

## Chefredakteure
Der erste Chefredakteur, der sowjetische Soziologe Alexei Rumjanzew, versah diese Position bis 1964. Sein Nachfolger wurde G. P. Frantow, Rektor der sowjetischen Akademie für Gesellschaftswissenschaften. 1986 folgte Alexander M. Subbotin, führendes Mitglied der KPdSU. In der Endphase leitete Lubomir Molnar, ein tschechoslowakischer Diplomat, die Redaktion der WMR, er war der erste nicht sowjetische Herausgeber.

## Politische Bedeutung

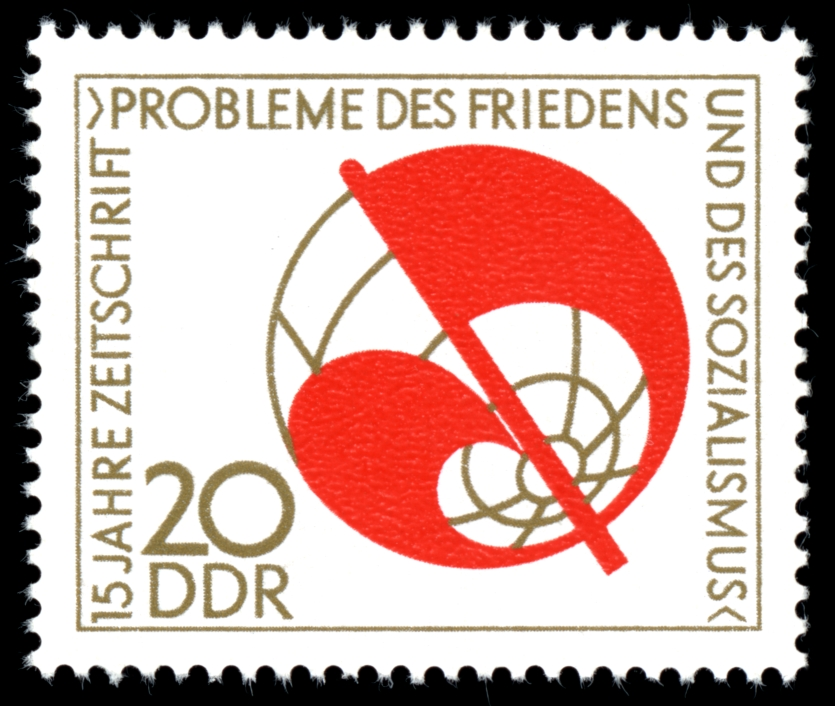
DDR-Briefmarke von 1973

Die Zeitschrift galt als prosowjetisches Sprachrohr der kommunistischen Weltbewegung. Sie vollzog inhaltlich die Linie der KPdSU und machte auch die Wendungen der Moskauer Parteilinie mit. Parteien, die nicht dem Moskauer Standpunkt folgten, schieden aus der Prager Redaktion aus. So schlossen sich z. B. im chinesisch-sowjetischen Konflikt mehrere kommunistische Parteien wie z. B. die Kubas vorübergehend nicht der Linie des Kreml an. Auch die drei Länder des „Pekinger Flügels“ – China, Albanien und Nordkorea – distanzierten sich damals von der Moskauer Linie und publizierten die Zeitschrift nicht.
Die Zeitschrift wurde Ende der 1980er-Jahre ein wichtiges Sprachrohr für Michail Gorbatschows Reformpolitik der Glasnost und Perestroika. Viele seiner Berater waren für die internationale Zeitschrift in Prag tätig wie Gennadi Gerassimow, Georgi Schachnasarow, Jewgeni Ambarzumow, Anatoli Tschernjajew, Georgi Arbatow, Alexander Zipko, Jegor Jakowlew und Iwan Frolow.
Die Journalisten aus der Sowjetunion forderten im Zuge von Glasnost, die Zeitschrift in ein „pluralistisches Organ“ umzuwandeln, in dem auch Andersdenkende ein Forum finden können. Demgegenüber verteidigte der DDR-Vertreter in der Redaktion, Werner Jarowinsky, „den Charakter des Blattes als kollektives Organ der kommunistischen und Arbeiterparteien gegen Versuche, die Zeitschrift zu einer Tribüne weltanschaulicher, pluralistischer Auseinandersetzungen und Diskussionen zu machen. Es sei wichtig, den gemeinsamen Kampf um Frieden, Abrüstung und gesellschaftlichen Fortschritt in den Mittelpunkt der Berichterstattung zu stellen und nicht die nach innen gerichtete Polemik“.
Nach den Revolutionen im Jahr 1989 gegen die kommunistischen Diktaturen passte sich auch die Redaktion an die neue Zeit an, und es wurden in den letzten Monaten des Erscheinens auch Artikel von Zbigniew Brzeziński, Alexander Dubček, Milovan Đilas und Andrei D. Sacharow publiziert.